# Дондуковская (станция)
Дондуко́вская — грузовая и пассажирская станция на участке Армавир—Туапсе Краснодарского отделения Северо-Кавказской железной дороги. Находится у северной окраины станицы Дондуковская в Республике Адыгея.

## Сообщение по станции
По состоянию на октябрь 2018 года по станции курсируют следующие поезда пригородного сообщения:
| Пригородное | Пригородное                | Пригородное | Пригородное                |
| № поезда    | Маршрут движения           | № поезда    | Маршрут движения           |
| ----------- | -------------------------- | ----------- | -------------------------- |
| 6962        | Белореченская — Армавир I  | 6963        | Армавир I — Белореченская  |
| 6964        | Белореченская — Армавир II | 6965        | Армавир II — Белореченская |

Дальнее сообщение по станции:
С ноября 2019 года на станции имеет остановку скоростной фирменный поезд 809/810 Ласточка с сообщением «Имеретинский курорт — Армавир — Имеретинский курорт».